# Тома Вучић Перишић
Тома Вучић Перишић (Барич, 1787/1788 — Београд, 1859) био је српски војсковођа, политичар и трговац. Вучић Перишић је био војвода у време Првог и Другог српског устанка, најбогатији и дефакто најмоћнији човек Кнежевине Србије прве половине 19. века поред Милоша Обреновића, војвода и уставобранитељa. У народу је познат и као Господар Вучић.

## Биографија
Тома Вучић Перишић син је Перише и Стане из Горње Врбаве, гружанска кнежина крагујевачке нахије. Периша је живео у истој кући у заједници са рођеним братом Павлом, који је отац митрополита Мелентија Павловића (1776—1833). Мелентије је рођен у Горњој Врбави, а Тома је рођен у Баричу, у време када се његова породица била на путу за Срем, склањајући се из Србије где су се водиле борбе у време аустријско-турског рата. Породица је једно време живела у Срему, одакле се вратила у Србију и трајно населила у месту Вучковица код Кнића.

## Буне и устанци
Родио се у Баричу где су му се у време Кочине крајине затекли родитељи Периша и Стана, бежећи од Турака. Породичним пореклом је из околине Бијелог Поља, одакле су му отац и стриц Павле у другој половини XVIII в. прешли у Горњу Врбаву у Гружи.
Брат од стрица му је био враћевшнички архимандрит и први потом српски митрополит Мелентије Павловић.
Једно презиме понео је према очевом имену, а друго из раширеног веровања да ће се давањем „вучијег имена” дете спасити од болести и смрти. Рано се помиње под оба ова презимена. Славио је као кућног патрона евангелисту и апостола св. Луку.
Родитељи су му се вратили из избеглиштва 1791. године и настанили у Вучковици у Гружи. Уочи избијања Првог српског устанка похађао је школу у Чумићу коју је брзо напустио, оставши неписмен до краја живота. У Тополи је током 1804. године учио војну вештину, а после обуке постао је члан Карађорђеве гарде.
Због неког преступа, а плашећи се преког Карађорђевог суда, побегао је међу бећаре Хајдук Вељка око 1810. године, од којих се после неког времена вратио у Гружу. Недовољно истакнут и непознат Турцима, остао је у Србији после слома 1813. године, али са осталим борцима и нижим старешинама спремао је нову буну. Био је један од организатора и предводника побуне у Гружи у септембру 1814. године, која је била у вези са Хаџи Продановом буном.
После кратког сукоба код Кнића предао се на „веру” Милошу Обреновићу, а затим је послат Милошевој кући у Црнућу и ступио у његову службу. На Лазареву суботу 1815. године био је у групи која је растерала турске харачлије у Коњуши и тада је рањен у руку, те није присуствовао Таковском збору када је подигнут Други српски устанак.
У непосредној Милошевој служби био је до 1822. године. Приљежним обављањем послова и строгошћу према млађим од себе, стицао је све већу кнежеву наклоност и поверење. Књаз Милош га је називао "Газда", јер је водио бригу о његовим пословима. У јулу 1817. пренео је Вујици Вулићевићу поверљиво Милошево наређење о Карађорђевом смакнућу, а наредне године одлазио је у поверљиве мисије у Влашку. О његовом положају међу момцима кнеза Милоша речито сведочи надимак Газда.
Унапређење и већа овлашћења добио је постављењем за гружанског кнеза 28. маја 1822. и на том положају остао је до 1827. Иако је касније вршио друге дужности изван Груже, његов утицај у овом крају остао је све време његовог политичког деловања снажан. Бунтовне Гружане, који су се лако машали оружја, држао је под строгом управом. Захваљујући томе пресудно је утицао на угушење Ђакове буне у јануару 1825. Пред полазак против побуњеника од кнеза Милоша добио је сабљу, што је био посебан знак милости, будући да су до тада сабљу носила једино кнежева браћа.
У време Чарапићеве буне 1826. године побуњеници су уценили његову главу на 5.000 дуката. Кнез Милош није благонаклоно гледао на пораст Вучићеве популарности и утицаја, па је неслогу у Вучићевој кући искористио као повод да га 1827. отпусти из службе, одузме имовину и протера у Пореч. Од тог драконског кажњавања, али и каснијих, почиње његова мржња према кнезу Милошу и династији Обреновић. У Поречу је отпочео
трговину сољу, која је због руско-турског сукоба била уносна.
После помирења с кнезом Милошем ангажован је у Влашкој 1828/1829. године да мотри на српске емигранте који су се борили у редовима руске војске. Чак се и сам кандидовао за команданта једног од добровољачких одреда.
После повратка у Србију у јесен 1829. године био је у кнежевом конаку у Пожаревцу, а 5. маја 1830. постављен за команданта кнежеве гарде. У немилости кнеза Милоша поново је био од августа 1831. године, када је за казну из Београда протеран у Шабац.
Враћен је у службу постављењем 4. маја 1832. године за члана, а 5. јуна и за председника суда Шабачке нахије и на тој дужности остао до 18. јануара 1833. године. У лето 1833. године претукао је кмета Шабачке општине Јована Тркића који га је тужио кнезу Милошу, па је поново ухапшен и под стражом спроведен у Крагујевац „на испит.”
Од октобра 1833. до 14. јуна 1834. године био је члан Суда народа српског у Крагујевцу, а од 15. јуна 1834. до 15. фебруара 1835. године попечитељ (министар) војених дела.
Са Лазаром Теодоровићем учествовао је у протеривању Турака из Соколске нахије и утврђивању дринске границе и био члан комисије за процену вредности имања исељених Турака. Знао је за припремање Милетине буне почетком 1835. године и мада је подржавао захтеве опозиције, остао је лојалан кнезу Милошу. Помирљивим ставом према побуњеницима и посредовањем код кнеза Милоша знатно је допринео да се буна мирно заврши.
Проглашењем Сретењског устава именован је Савет чији је члан био од 15. фебруара 1835. године. У априлу 1835. године постављен је за надзорника државних грађевина (бинаемин), преселио се из Крагујевца у Београд и живео у њему до краја живота. У време Милошевог боравка у Турској био је надзорник кнежеве и државне касе у Београду и Топчидеру.
Јула 1837. године поново је избачен из државне службе пошто је одбио да прими одликовање од кнеза Милоша. Прешао је у Земун и ступио у блиске везе са осталим опозиционарима и представницима руске дипломатије у Влашкој. Тада је постао један од најистакнутијих представника
опозиције. У Србију се вратио у новембру 1837. године, са кнезом Милошем измирио се у мају наредне године и тада му је враћено звање кнежевог ађутанта у чину полоковника.
После проглашења тзв. Турског устава 1838. године поново је именован за члана Савета 14. фебруара 1839. године. У време од 1839. до 1844. године био је ударна песница уставобранитеља у борби против кнеза Милоша и Михаила Обреновића. Ослањајући се на његов неоспорни утицај у народу, војничка знања, уставобранитељски прваци свесно су га истицали у први план. Посебна овлаштења добио је 23. маја 1839. године ради угушења Јованове буне, која је била увод у абдикацију кнеза Милоша.
После смрти кнеза Милана са Јевремом Обреновићем и Аврамом Петронијевићем именован је 14. јуна 1839. године за намесника и на тој дужности остао до 5. марта 1840. године. Прво намесништво било је, у ствари, прва уставобранитељска влада, када је почео рад на свргавању Обреновића и довођењу
Карађорђевића на престо. Порта је, руковођена својим интересима, подржавала уставобранитеље, па је после ступања кнеза Михаила на престо Вучића и Петронијевића одредила за кнежеве саветнике. Они су на тој дужности били од 5. марта до 1. маја 1840. године, када су под притиском кнез Михаилових присталица одступили и побегли под турску заштиту у београдску тврђаву. Напустио је Србију са другим уставобранитељским првацима октобра 1840. године, после мисије Портиног изасланика Муса-ефендије. До априла 1842. боравио је у политичком изгнанству у Турској, где је учврстио везе са истакнутијим турским политичарима и пољским емигрантима. Тада је настао план о протеривању кнеза Михаила и после повратка у Србију, он и остали уставобранитељи активно су деловали у том правцу.
Када су припреме завршене, прешао је у Земун, а одатле тајно у Смедерево и Крагујевац у којем је преузео команду над војском и топовима и стекао стратешку предност у односу на кнеза Михаила. Тај догађај у историографији назива се Вучићевом буном. После кнежевог бекства образовано је 9. септембра 1842. године. Привремено правленије у којем је Петронијевић био председник, а он предводитељ народа. Главни задатак ове владе било је проглашење Александра Карађорђевића за кнеза што је и обављено у логору на Врачару 14. септембра. У том избору имао је пресудну улогу.
Када је Порта признала новог кнеза, образована је 7. новембра 1842. године влада у којој је био попечитељ внутрених дела. Са те дужности је
одступио 20. јуна 1843. године због противљења руске владе промени на престолу Србије. Руска влада захтевала је и да се Вучић и Петронијевић удаље из земље, што су они и учинили у августу 1843. године. За време другог егзила у Турској боравио је у Видину и Цариграду. У Србију се вратио у августу 1844. године и тада му је приређен величанствен дочек.
Када је крајем септембра 1844. године избила Катанска буна, од кнеза Александра добио је специјално пуномоћје за њено гушење. Тада је само за њега, 6. октобра 1844. године, установљен чин војводе с титулом „превасходитељства”, а после угушења буне, 15. новембра 1844. године и звање кабинетског саветника. У току буне, иако је поступао према датим налозима, испољио је изузетну строгост и суровост, што је било у складу са његовим карактером.
Са кнезом Александром и већином уставобранитеља разишао се 1845. године а у политичкој борби подржавала га је руска дипломатија, те је постао истакнути заговорник руског утицаја у Србији. На Петровској скупштини у Крагујевцу у јулу 1848. године, у присуству великог броја својих присталица, приморао је кнеза Александра и владу да испуне његов захтев у вези са смењивањем појединих државних чиновника. Упркос тој
победи, када се чинило да је његов утицај на државне послове неограничен, кнез и влада су спроводили политику његове систематске изолације. Илија Гарашанин одмах по ступању на место кнежевог представника пензионисао га је 6. октобра 1852. године. Политички је рехабилитован пред крај владавине кнеза Александра, када је постављен за председника Савета (12. IV 1858—27. I 1859).
Био је велики демагог. Представљао се као истински народни трибун, заштитник народних интереса пред бирократизованим државним апаратом. Своје сељачко одело, иако је стекао велико богатство, није мењао, а његова кућа била је права народна канцеларија у коју су слободно долазили сељаци из унутрашњости Србије. Попут кнеза Милоша, у чијој је сенци политички стасавао, знао је потребе и осећао менталитет српског сељака, те су га уставобранитељи у борби против Обреновића истурили у први план. Био је надарени говорник и умео да понесе Народну скупштину, нарочито у време од 1839. до 1844. године. То је један од разлога што је скупштина сазивана само два пута, 1848. и 1858. године, када је прешао у опозицију кнезу Александру.
Способан да угуши и подигне буне, није умео политички и стрпљиво да делује, па је у мирнијим временима потискиван у други план. Био је човек источњачких манира и понашања, загрижени партајиста, доследан у мржњи према противницима, било да су то Турци или политички неистомишљеници, среброљубив, али и човек који је од слуге и сиромашка за четврт века постао један од најутицајнијих људи у Србији и најистакнутијих политичара нововековне српске државе.
Женио се два пута. Са првом женом Перуником имао је четворо деце: Стевана, Станку, Илију и Анку. С другом, Гркињом Агнијом, оженио се 1827. године и са њом није имао порода. Године 1855. јула месеца, умрла му је супруга Агнија, што га је ожалостило и омекшало. Зато је почетком 1858. године за њену душу поклонио цркви манастира Жиче једно звоно. Звоно тешко 478 фунти послато из Београда, било је са угравираним натписом.
Био је крупан, правилних црта лица и малих очију. Глас му је био танак и у обичном разговору говорио је мало. Знао је сваког да саслуша, чак и своје противнике.
Први је хтео да поведе буну против Турака, али га је Милош Обреновић спречио у томе, мислећи да је превише рано за то. Био је први српски полицајац и чувар Милошевог режима за време Ђакове буне 1825. и Милетине буне 1835, а потом жестоки противник и уставобранитељ. Заједно са Аврамом Петронијевићем и Јевремом Обреновићем учествовао је у раду Првог намесништва (1839—1840). Био је један од најбогатијих и најмоћнијих Срба свог времена.
Како на Светоандрејској скупштини није успео да осујети повратак кнеза Милоша на престо, повукао се у своју кућу у близини Калемегдана. По доласку кнеза Милоша у Србију у јануару 1859. на превару је ухапшен, поведена је истрага због штете нанете приврженицима династије Обреновић од 1839. до 1844. године. Пошто се разболео, пребачен је у Војну болницу као притвореник, где је с кнез Милошевим знањем отрован. Непосредни извршиоци његовог убиства били су доктор Карло Белони и шеф Главне војне управе Младен Жујовић. Умро је у мукама, а наредног дана сахрањен је у обичном сељачком оделу (кошуљи и гаћама). Његови посмртни остаци пренети су 1903. године у задужбинску цркву у Закути у Гружи.

## Сахрана
Сахрањен је 1/13. јула 1859. на Палилулском гробљу на Ташмајдану. О томе је његов праунук Коста Христић забележио: „У ковчегу је лежао покојник без одела, само у гаћама и кошуљи. Изгледало је као да је то био неки осуђеник и тежак преступник. А то беше негда свемоћни војвода Тома Вучић Перишић“. Одатле су његове кости пренете 1904. у Гружу, у гробницу цркве закутске, његове задужбине.

## Изјава
„Ја се не бојим никога, ни књаза ни Савета, ни попечитеља ни митрополита, и нико не треба да се боји никога, ми смо сви равни, што је књаз то је и свињар, што свињар то и саветник, што саветник то и терзија, што терзија то и судија, што судија то и ја, сви смо ми једнаки: не треба да се само један греје на сунцу, а сви ми стојимо у 'ладу... Ја се не бојим никога, само се бојим Устава, па то ћу рећи и књазу Михаилу као што сам говорио његовом оцу... нек нико не мисли да књаз може да чини у земљи што хоће; он мора да слуша народ и чини оно што народ хоће и заповеда.“